# رشته‌کوه کروپوتکین
رشته‌کوه کروپوتکین (روسی: Хребет Кропоткина) یک رشته‌کوه در استان ایرکوتسک کشور روسیه است.